# 141
141 рік — невисокосний рік, що почався в неділю за григоріанським календарем. 
Римська імперія •  Парфянське царство •  Кушанське царство •  Східна Хань •  Сармати

## Геополітична ситуація
У Римській імперії править імператор Антонін Пій (до 161). Імперія  займає Апеннінський, Піренейський та Балканський півострови, Галлію, частину Британії, Близький Схід, Північну Африку включно з Єгиптом. 
Наймогутніша держава центральної Азії — Парфянське царство. Наймогутніша держава Індостану — Кушанське царство. Династія Хань править у Китаї.  Корейський півострів ділять між собою Три корейські держави. 
Триває докласичний період цивілізації мая.
На території майбутньої України, в степах Причорномор'я, кочують сармати, північніше — племена Черняхівської культури.

## Події

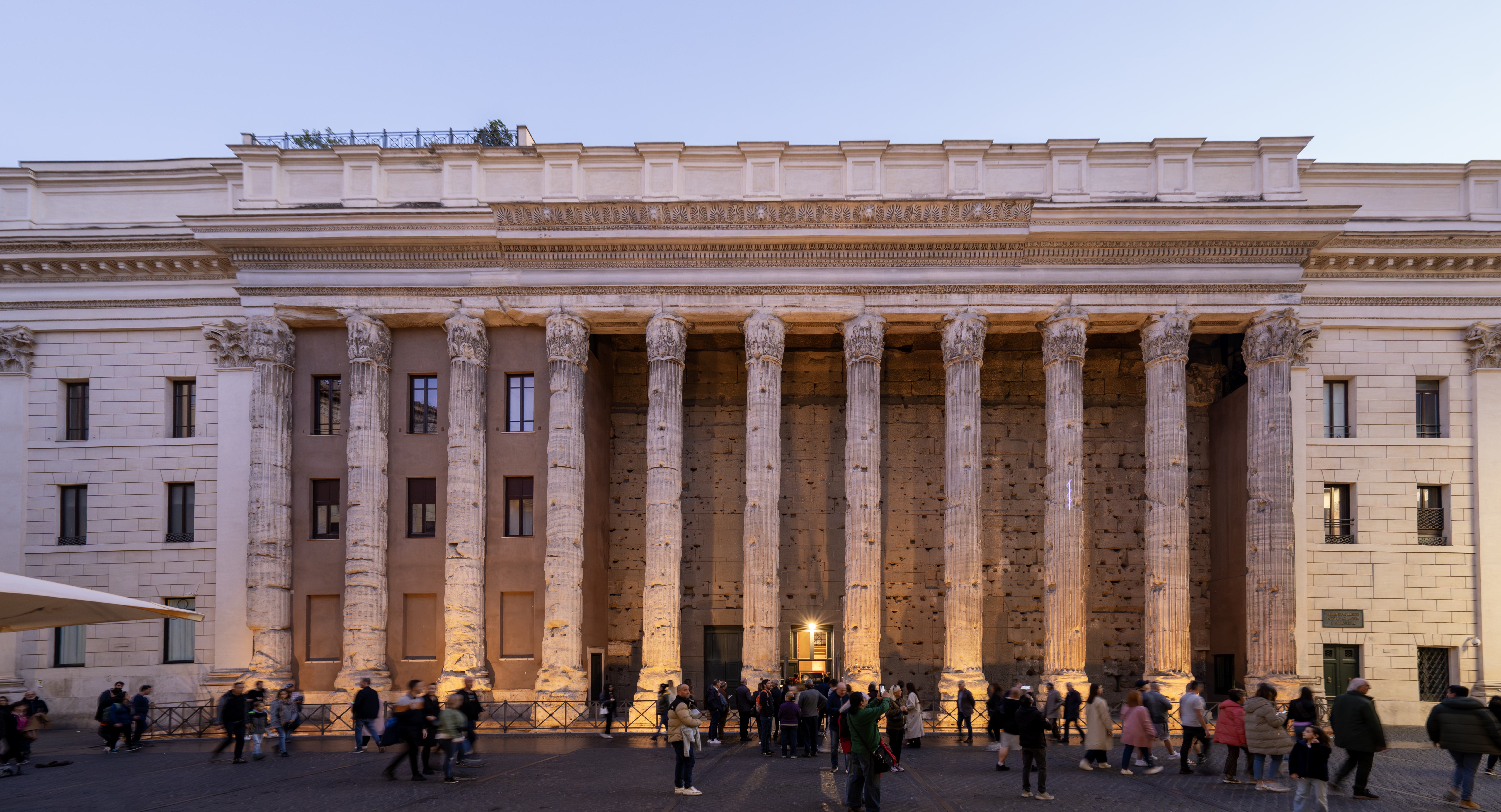
Храм Божественного Адріана сьогодні

- Римськими консулами були Тит Геній Север та Марк Педуцей Стлога Присцін.
- У Римі збудовано Храм Антоніна та Фаустіни на честь дружини імператора, що померла попереднього року.
- У Римі відкрито Храм Божественного Адріана (за іншими даними у 145-му).
- Землетрус  знищив місто Мири у Лікії.
- Через сонячну систему пролетіла комета Галлея[1].
- Війська ханьців розбили ухуанів.

## Народились
- Тяньшихуай (141 — 181) — творець єдиної держави сяньбі, завойовник, демонстративно не брав жодного титулу.

## Померли
- Євмен Александрійський — єпископ Александрії.
- Фелікс — візантійський єпископ.